# Harnai
Harnai (en pastún ہرنائی) es una localidad de Pakistán, en la provincia de Baluchistán. Se encuentra en el noreste de la provincia. La ciudad está rodeada por las ciudades de Ziarat, Loralai y la capital provincal, Quetta. La población es predominantemente pastún seguido por los baluchi y los waneci.

## Geografía y clima
Harnai está rodeado de cadenas montañosas. La temperatura invernal mínima y máxima en el área es de -2 °C y 20 °C respectivamente. El verano es extremo en el área y la temperatura mínima y máxima está entre 20 °C y 48 °C. Harnai tiene una temporada lluviosa fértil durante la época del monzón.